# Piotrowice Świdnickie
Piotrowice Świdnickie (alemán: Peterwitz) es una localidad del distrito de Świdnica, en el voivodato de Baja Silesia (Polonia). Se encuentra en el suroeste del país, dentro del término municipal de Jaworzyna Śląska, a unos 3 km al nordeste de la localidad homónima y sede del gobierno municipal, a unos 11 al norte de Świdnica, la capital del distrito, y a unos 47 al suroeste de Breslavia, la capital del voivodato. Piotrowice Świdnickie perteneció a Alemania hasta 1945.